# Maged El Kedwany
Pour les articles homonymes, voir El Kedwany.
Maged El-Kedwany (en arabe : ماجد الكدواني), alias Maged Nabil Elkedwani (en arabe : اى ماجد نبيل الكدوانى), né le 10 décembre 1967 au Caire (Égypte), est un acteur égyptien.

## Biographie
Maged El Kedwany commence à jouer dans les années 1990, jouant des seconds rôles. Il remporte le Muhr Arab - Feature Best Actor Award pour son rôle dans Les Femmes du bus 678 au Festival international du film de Dubaï. Il joue dans des dizaines de films, parmi lesquels certains des films les plus connus des années 1990, comme Afareet el-Asphalt en 1996 et Saidi fe Gamea al-Amrikeya en 1998. Ses autres films notables sont Al-Ragel al-Abyad al-Motawast et Khaly min Kolesterol. En 2012, il apparait dans deux films très médiatisés, Hafla Montasif al-Leil  et Saaa we Nos. Parmi les productions théâtrales dans lesquelles il joue figurent Pallo et Diwan Al Baqar. Maged fait également plusieurs apparitions à la télévision, notamment des rôles dans "Nahnu la Nazra Al Shawk, Al Farar Men Al Hob, Al Shara'a Al Jadeed, Zayzenia et Arabesque.

## Vie privée
Maged El Kedwany naît en 1967 dans le district de Shubra (en), au Caire, en Égypte. Maged grandit au Koweït jusqu'à l'âge de 18 ans. Il commence sa carrière professionnelle tout en étudiant le design à la Faculté des beaux-arts. Il commence à jouer dans des pièces de théâtre amateur, notamment Qanfad et Nahnu la Nazre el-Shook, ce qui l'amène à participer à diverses émissions de télévision. Par la suite, il s'inscrit à l'Institut des arts théâtraux et obtient son diplôme en 1995. Il vit actuellement dans la ville d'El Rehab.

## Filmographie partielle

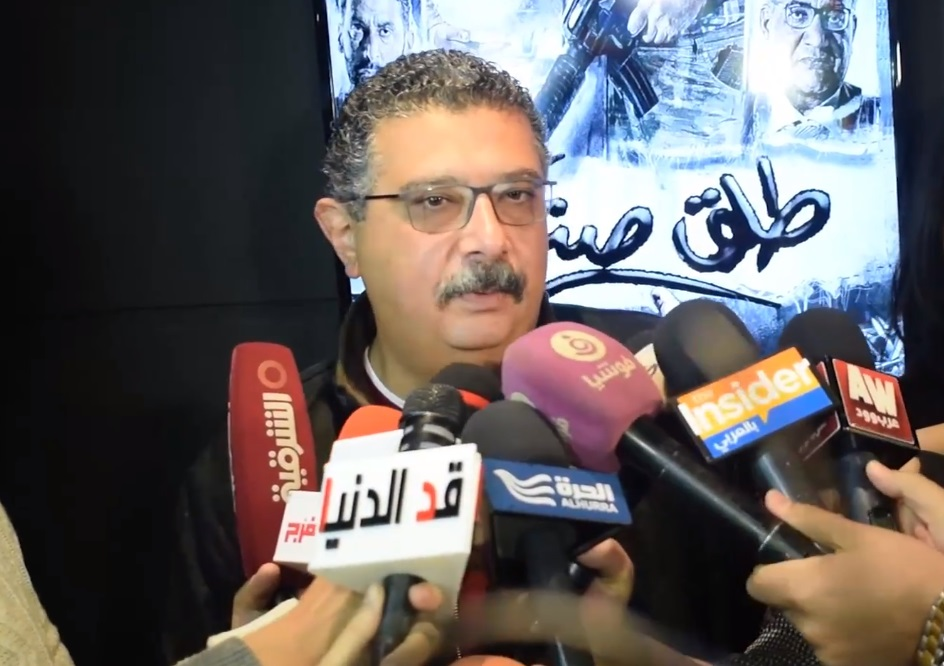
Maged El Kedwany dans Talq Senaay en janvier 2018.

### Au cinéma
- 1996 : Afareet el-Asphalt (Fantômes d'asphalte)
- 2001 : Voleurs dans KG2[3]
- 2003 : Voleurs en Thaïlande[4]
- 2003 : Askar fil-Mu'askar  (Soldats dans le camp)[5]
- 2010 : Teer enta (Tu voles)
- 2010 : Les Femmes du bus 678[6]
- 2011 : Asmaa[7]
- 2016 : Avant les foules d'été